# Akira Koike

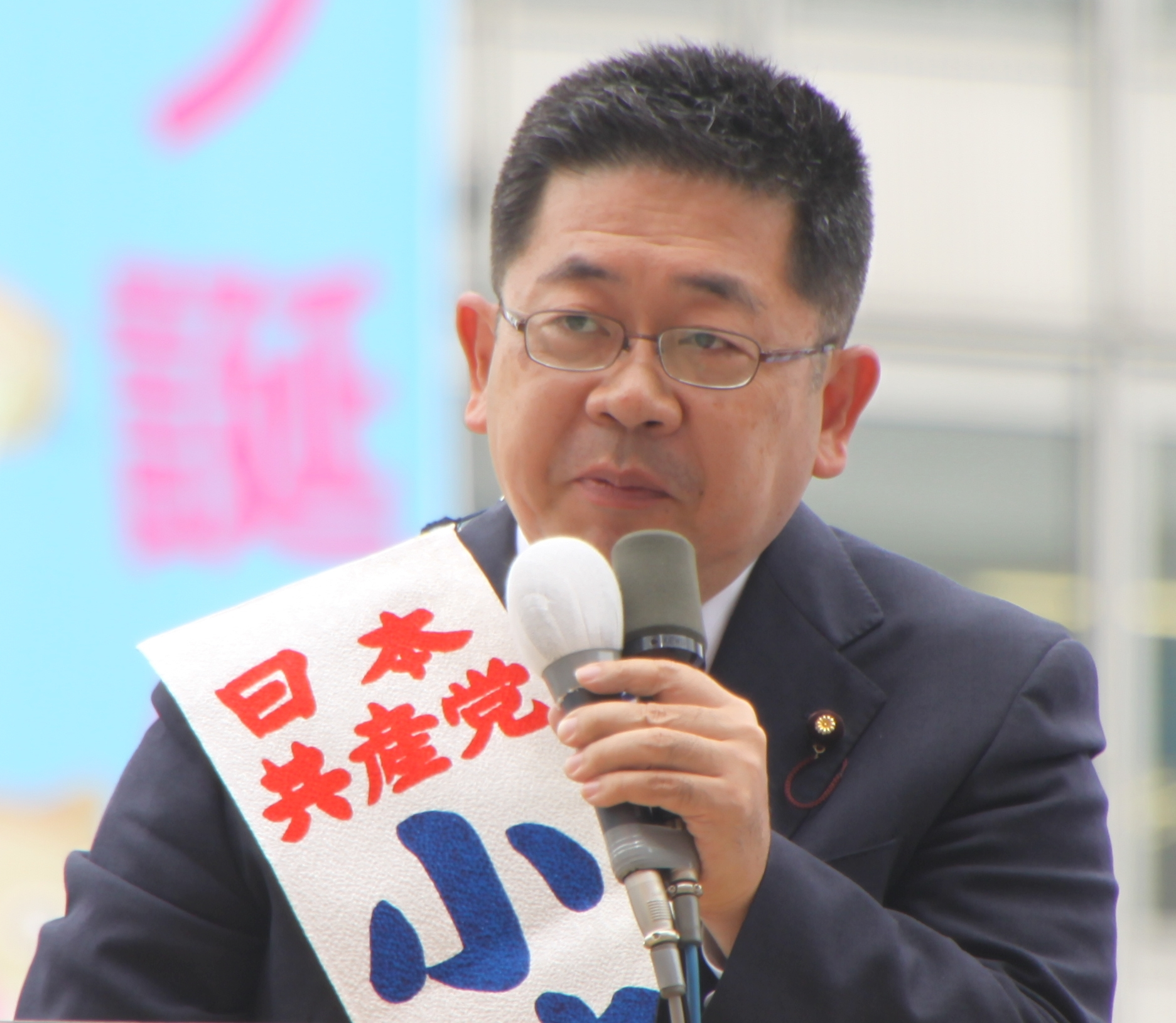
Akira Koike im Wahlkampf 2010

Akira Koike (jap. 小池 晃 Koike Akira; * 9. Juni 1960 in Setagaya, Präfektur Tokio) ist ein japanischer Politiker und Generalsekretär der Kommunistischen Partei Japans (KPJ). Er ist seit 1998 mit einer Unterbrechung (2010–2013) Abgeordneter im Sangiin, dem Oberhaus des japanischen Parlaments, für die nationale Verhältniswahl.
Koike studierte an der medizinischen Fakultät der Tōhoku-Universität und war in Studentenverbänden aktiv, 1985 wurde er Vizevorsitzender von Zengakuren. Nach seinem Studienabschluss 1987 arbeitete er für das Kembun-Azusawa-Krankenhaus in Itabashi, ab 1997 für das Yoyogi-Krankenhaus der Arbeiterkrankenfürsorge Tokio (Tōkyō Rōdōsha Iryōkai). 1998 wurde er Direktor (riji) im Dachverband Min’iren (engl. Japan Federation of Democratic Medical Institutions).
Bei der Sangiin-Wahl 1998 wurde Koike auf Platz 6 der KPJ-Liste im Verhältniswahlwahlkreis erstmals ins Nationalparlament gewählt. 2004 wurde er Mitglied des ZK der KPJ und übernahm den Vorsitz des Politikforschungsrats. Bei der Sangiin-Wahl im gleichen Jahr nach der Einführung der Vorzugsstimme erhielt er die zweithöchste Stimmenzahl hinter Generalsekretär Tadayoshi Ichida und war damit für sechs Jahre wiedergewählt. 2007 übernahm er auch den Vorsitz der KPJ-Fraktion im Sangiin. 2010 trat er in der Präfektur Tokio (fünf Mandate) an, erhielt aber nur 552,187 Stimmen und verlor damit den fünften Platz an Kōta Matsuda (Minna no Tō).
Im Februar 2011 erklärte er seine Kandidatur bei der Gouverneurswahl in der Präfektur Tokio im April 2011. Mit rund zehn Prozent der Stimmen erreichte er den vierten Platz, er erhielt bei leicht gestiegener Wahlbeteiligung etwa die gleiche Stimmenzahl wie KPJ-Kandidat Manzō Yoshida, ehemaliger Bürgermeister von Adachi, bei der Gouverneurswahl 2007.
Bei der Wahl 2013 kandidierte Koike erneut für das Sangiin, nun aber wieder bei der landesweiten Verhältniswahl. Er erhielt 134.325 Präferenzstimmen und damit Listenplatz 1 und zog für eine dritte Amtszeit ins Sangiin ein. Im April 2016 wurde er als Nachfolger von Yoshiki Yamashita zum Generalsekretär der KPJ ernannt. 2019 wurde Koike mit 158.621 Stimmen auf Platz 1 der Liste für weitere sechs Jahre als Abgeordneter wiedergewählt.